# Цирков
Цирков (нім. Zirkow) — громада в Німеччині, розташована в землі Мекленбург-Передня Померанія. Входить до складу району Передня Померанія-Рюген. Складова частина об'єднання громад Менхгут-Граніц.
Площа — 25,62 км2. Населення становить 685 ос. (станом на 31 грудня 2020).